# Chitra Devi Ramiah

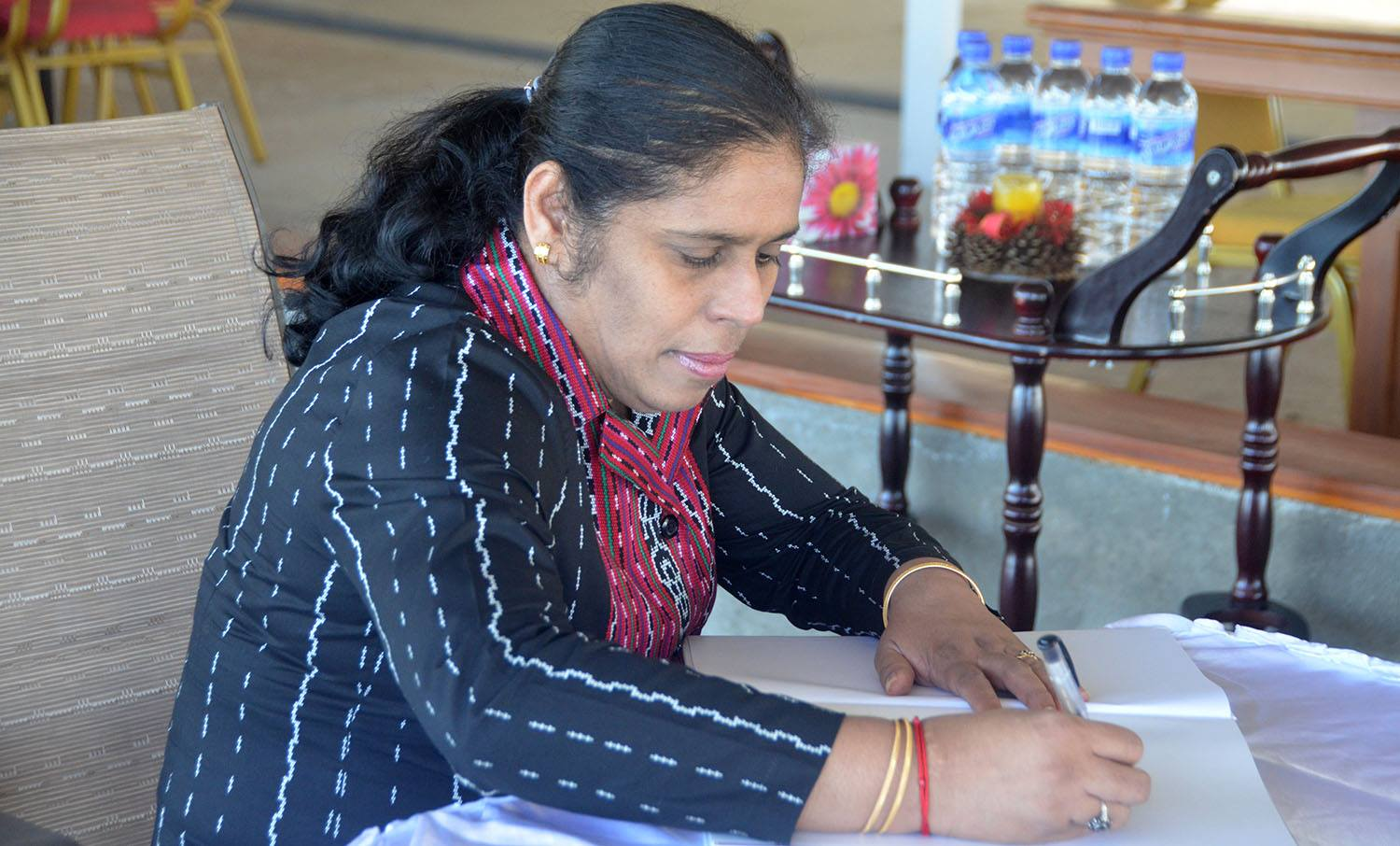
Chitra Devi Ramiah (2018)

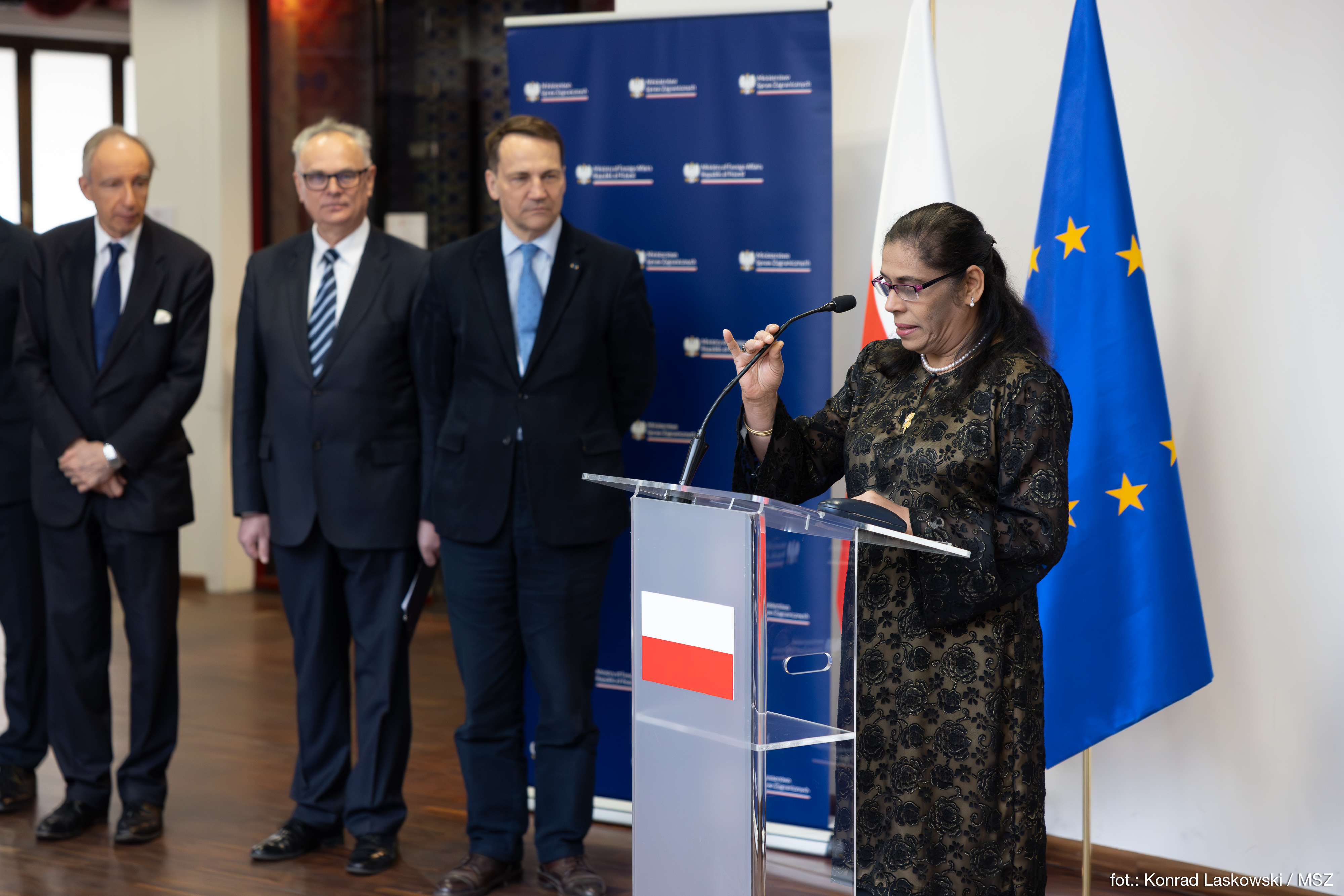
Ramiah in Polen (2024)

Chitra Devi V. Ramiah ist eine Diplomatin aus Malaysia.

## Werdegang
Ramiah ist seit 1994 Beamtin in der Verwaltung und dem diplomatischen Dienst. Sie war Generalkonsulin Malaysias in Ungarn und von 2012 bis 2015 Generalkonsulin im indischen Chennai.
Am 28. Dezember 2015 wurde Ramiah zur Botschafterin in Osttimor ernannt. Das Amt hatte sie bis 2018 inne. Am 17. April 2018 übergab Ramiah ihre Akkreditierung als zwölfte Botschafterin Malaysias in Polen an Staatspräsident Andrzej Duda. Ramiah hat zudem die Akkreditierung für Litauen.